# Migdolus morretesi
Migdolus morretesi is een keversoort uit de familie Vesperidae. De wetenschappelijke naam van de soort werd voor het eerst geldig gepubliceerd in 1937 door Lane.